# Ґардини (Острудський повіт)
Ґардини (пол. Gardyny, нім. Gardienen) — село в Польщі, у гміні Домбрувно Острудського повіту Вармінсько-Мазурського воєводства.
Населення — 199 осіб (2011).

## Демографія
Демографічна структура станом на 31 березня 2011 року:
|          | Загалом | Допрацездатний вік | Працездатний вік | Постпрацездатний вік |
| -------- | ------- | ------------------ | ---------------- | -------------------- |
| Чоловіки | 90      | 15                 | 62               | 13                   |
| Жінки    | 109     | 26                 | 58               | 25                   |
| Разом    | 199     | 41                 | 120              | 38                   |